# Bolu
Bolu è una città della Turchia di 185 000 abitanti, capoluogo dell'omonima provincia nel nord del paese.
La città si trova lungo l'autostrada che collega Ankara ad Istanbul ed è conosciuta in tutta la Turchia per le sue strutture termali e come punto di partenza per le piste da sci situate nei suoi dintorni. La regione attorno alla città è famosa per la cucina, in special modo quella che riguarda il pollo. La città è inoltre nota per le foreste che la circondano e per la vicinanza del lago di Abant, un lago situato a 1350 m s.l.m. e frequentata meta turistica.
Bolu è sede di università e della filiale turca dell'azienda italiana Barilla e di uno stabilimento dell'azienda Arçelik, controllata dal gruppo finanziario turco Koç, in cui vengono prodotti piani di cottura esportati in molti paesi del mondo.

## Storia
Intorno al 2000 A.C., Bolu ha fatto parte del regno degli Ittiti e più tardi, nel 500 A.C., divenne una delle città più importanti de regno di Bitinia (279 AC - 79 AC). Bebrici, Mariandini, Koukones, Tini e Paflagoni sono popoli nativi della zona in epoca antica. Strabone  (XII, 4, 7) menziona una città Ellenistica,  Bithynium (in greco Βιθύνιον?), rinomata per i suoi pascoli e formaggi, che, secondo Pausania (VIII, 9), sarebbe stata fondata da Arcadi di Mantinea.
Durante il periodo Romano fu conosciuta con il nome di Claudiopolis, in onore dell'imperatore Claudio.
Qui vi è nato, il 27 novembre 110 o 111, Antinoo, noto per la relazione sentimentale e amorosa avuta con l'imperatore Adriano, il quale lo divinizzò dopo la sua morte prematura. L'imperatore Teodosio II (408-50) ne fece la capitale di una nuova provincia, formata da Bitinia e Paflagonia, e da lui chiamata Onoria in onore del figlio minore e successore Onorio.
La città era conosciuta sotto il dominio bizantino come Hadrianopolis (come molte altre; da non confondere con Hadrianopolis a Honoriade, anche Constanti(n)a, ora Viranşehir). I turki che migrarono verso ovest stabilirono la città nell'XI secolo e fu chiamata Boli, abbreviazione turchicizzata per di Polis "città"  in greco. Fu riconquistata dai Bizantini nel 1097, ma fu conquistata dal Grande Sultanato selgiuchide di Rum nel 1197.
Nel 1325, la città fu conquistata dall'Impero ottomano, diventando nota con l'attuale nome turco (a volte chiamato Bolou o Boli). Fu anche governata da Candaroğlu tra il 1402 e il 1423. Divenne il capoluogo di un sangiaccato nel vilayet (provincia) di Kastamonu e aveva una popolazione di 10000 abitanti. Tra la fine del XIX e l'inizio del XX secolo (dopo il 1864 con il decreto di regolamentazione delle province) Bolu faceva parte del Vilayet di Kastamonu dell'Impero Ottomano.